# Rory Kennedy
Rory Elizabeth Katherine Kennedy coniugata Bailey (Washington, 12 dicembre 1968) è un'attrice, regista e produttrice cinematografica statunitense.

## Biografia
Figlia di Robert Francis Kennedy e di Ethel Skakel Kennedy, è l'ultima di undici figli della coppia ed è nata sei mesi dopo l'assassinio del padre, avvenuto a Los Angeles il 6 giugno 1968.
Si è sposata il 2 agosto 1999 con Mark Bailey. Fu proprio al matrimonio di Rory a cui il cugino John Kennedy Jr., insieme alla moglie Carolyn Bessette e alla cognata, si stava recando, quando l'aereo che stava lui stesso pilotando precipitò nei pressi di Aquinnah, Massachusetts il 16 luglio del 1999, causando la morte di tutti gli occupanti del velivolo.
Scrivendo un articolo sul San Francisco Chronicle, Rory Kennedy ha appoggiato apertamente Barack Obama nelle Elezioni presidenziali del 2008, dichiarando che era necessario un presidente che ispirasse speranza negli elettori.

## Vita privata
Da Mark Bailey, Rory ha avuto 3 figli:
- Georgia Elizabeth Kennedy-Bailey, nata il 30 settembre 2002;
- Bridget Kennedy-Bailey, nata nel luglio 2004;
- Zachary Corkland Kennedy-Bailey, nato il 16 luglio 2007.

## Filmografia
- Downfall - Il caso Boeing - 2022